# Bill Carr
William Arthur Carr, detto Bill (Pine Bluff, 24 ottobre 1909 – Tokyo, 14 gennaio 1966), è stato un velocista statunitense, specializzato nei 400 metri piani e vincitore di due medaglie d'oro olimpiche ai Giochi di Los Angeles 1932.

## Palmarès
| Anno | Manifestazione  | Sede        | Evento      | Risultato | Prestazione | Note            |
| ---- | --------------- | ----------- | ----------- | --------- | ----------- | --------------- |
| 1932 | Giochi olimpici | Los Angeles | 400 m piani | Oro       | 46"2        | Record mondiale |
| 1932 | Giochi olimpici | Los Angeles | 4×400 m     | Oro       | 3'08"2      | Record mondiale |